# Molophilus coryne
Molophilus coryne är en tvåvingeart som beskrevs av Alexander 1976. Molophilus coryne ingår i släktet Molophilus och familjen småharkrankar.
Artens utbredningsområde är Ecuador. Inga underarter finns listade i Catalogue of Life.